# 蒙巴萨 (巴西)
蒙巴萨是巴西塞阿拉州的一个市镇。总面积2119.46平方公里，总人口43394人，人口密度20.5人/平方公里。